# Plogging

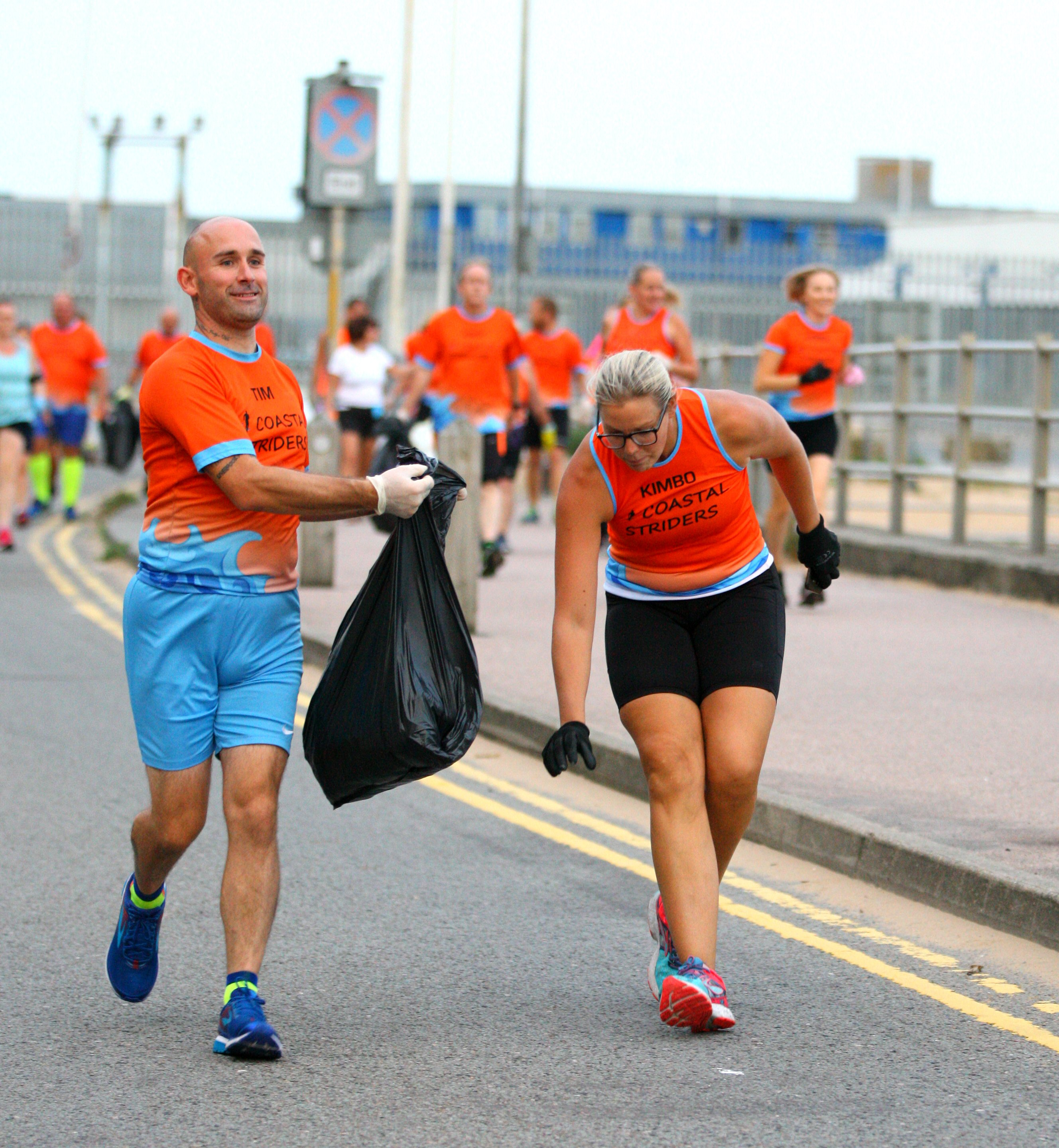
Plogging en Angleterre

Le plogging ou parfois écojogging, ou encore Ramassage de Déchets Sportif est une activité de nettoyage citoyen qui se décrit comme une combinaison de jogging et de ramassage de déchets. Le terme suédois plogging est formé de la contraction de plocka upp (« ramasser ») et de jogging.

## Historique
Le plogging est apparu en tant qu'activité organisée en Suède vers 2016 et s'est étendu à d'autres pays en 2018, à la suite de préoccupations croissantes concernant la pollution par les plastiques.

## Principe
Il s’agit pour le joggeur de se doter d’un sac poubelle et de ramasser les ordures et autres déchets trouvés le long de son parcours de course. En tant qu'entraînement, il permet de varier les mouvements du corps en ajoutant des flexions, des accroupissements et des étirements à l'action principale de la course.

## Dans le monde

### Algérie
L'Algérie est malheureusement connue pour ses villes remplies d'ordures. Le concept de nettoyage sportif commence donc à avoir un certain succès.

#### Plogging Association Algérie
Plogging Association Algeria a été fondée le 19 février 2019 par Azzedine AOUALI. C'est une association qui œuvre pour la sensibilisation à la protection de l'environnement. En plus de la promotion du plogging en Algérie, PAA sensibilise toutes les tranches d'âges ainsi que toutes les catégories de la société à la cause environnementale en reliant sport et environnement. Cette sensibilisation se fait à travers diverses activités telles que des conférences,  des événements pour enfants dans les écoles, des plantations, des randonnées (écotourisme).
Plogging Association Algeria est présente actuellement dans les wilayas d'Alger, Blida, Tipasa, Batna et Constantine.

#### Green Bike
Green Bike est une associations de cyclistes militants pour la préservation de l'environnement fondée en 2017.

### Suède
Le Suédois Erik Ahlström est considéré comme l'inventeur du mouvement. C'est dans la station de ski d'Åre qu'il créé son site Plogga pour organiser l'activité et encourager les bénévoles.

### France

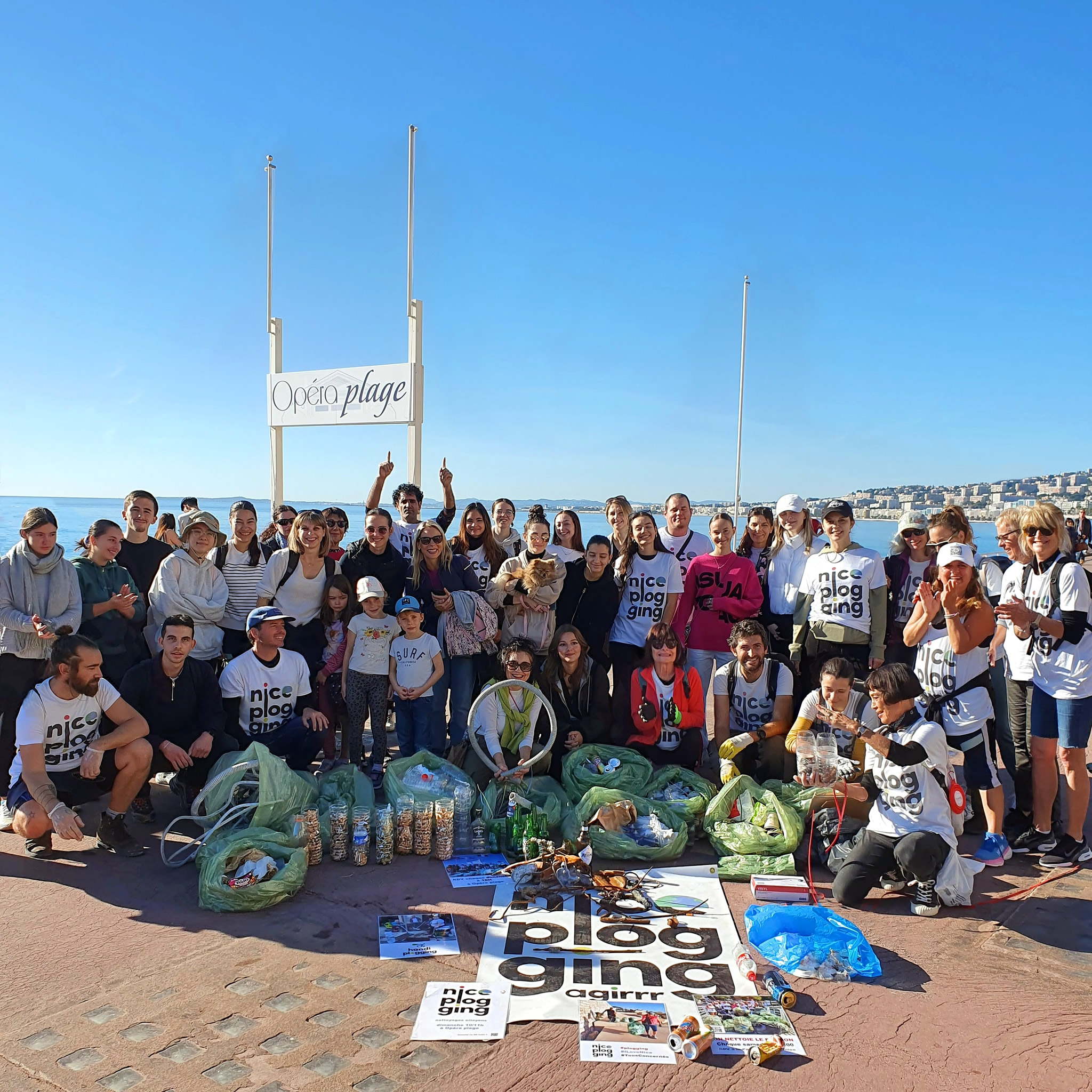
Plogging à Nice, 19 novembre 2023

En France, des groupes de sportifs se créent dès 2016 afin de combiner exercice physique et ramassage de déchets.

#### Run Eco Team
L'un des premiers groupes à apparaître est la Run Eco Team créée par le Nantais Nicolas Lemonnier en 2016. L'application du même nom est accessible depuis décembre 2017.

#### Nice Plogging
À Nice, le collectif Nice Plogging est actif depuis 2017. D'abord constitué uniquement de coureurs, il privilégie ensuite la marche pour rendre l'activité accessible au plus grand nombre.
« Tous valides pour la planète » est d'ailleurs le slogan qu'a choisi Handi Plogging, un groupe de ploggers à mobilité réduite créé au sein de Nice Plogging en 2021.
D'autres collectifs de plogging, fédérés par l'association agirrr, ont vu le jour depuis 2021 dans les Alpes-Maritimes : Cannes Plogging, Antibes Plogging, Cagnes Plogging, Saint-Laurent Plogging.

#### Trail Runner Foundation
La pratique du plogging était même déjà développée avant 2016 en France parmi les amateurs de trail et de course nature, avec la naissance de l'association Trail Runner Foundation dès 2014 à Pau. Chaque membre s'engage à "courir utile", et ainsi à ramasser les déchets trouvés sur les chemins, à l'entraînement comme en compétition.

#### Plogging de Pontoise
Depuis 2024, un événement annuel de Plogging est organisé à Pontoise, le long des berges de l'Oise, pour encourager la pratique régulière du Ramassage de Déchets Sportif.

### Royaume-Uni
L'auteur et humoriste américain David Sedaris qui vit en Angleterre avec sa famille combine la récolte de déchets et l'exercice dans les districts de Parham, Coldwaltham et Storrington dans le comté du Sussex de l'Ouest. Pour le remercier, les autorités locales ont décidé de nommer leurs bennes à ordures ménagères en son honneur.

### États-Unis
L'organisation Keep America Beautiful (en) encourage ses bénévoles et sympathisants à tester le plogging notamment dans l'optique de promouvoir des espaces et communautés propres et sans déchets.

### Québec
La première course aux déchets est organisée à Montréal le 22 avril 2018 par l'association québécoise Zéro Déchets,.

### Belgique

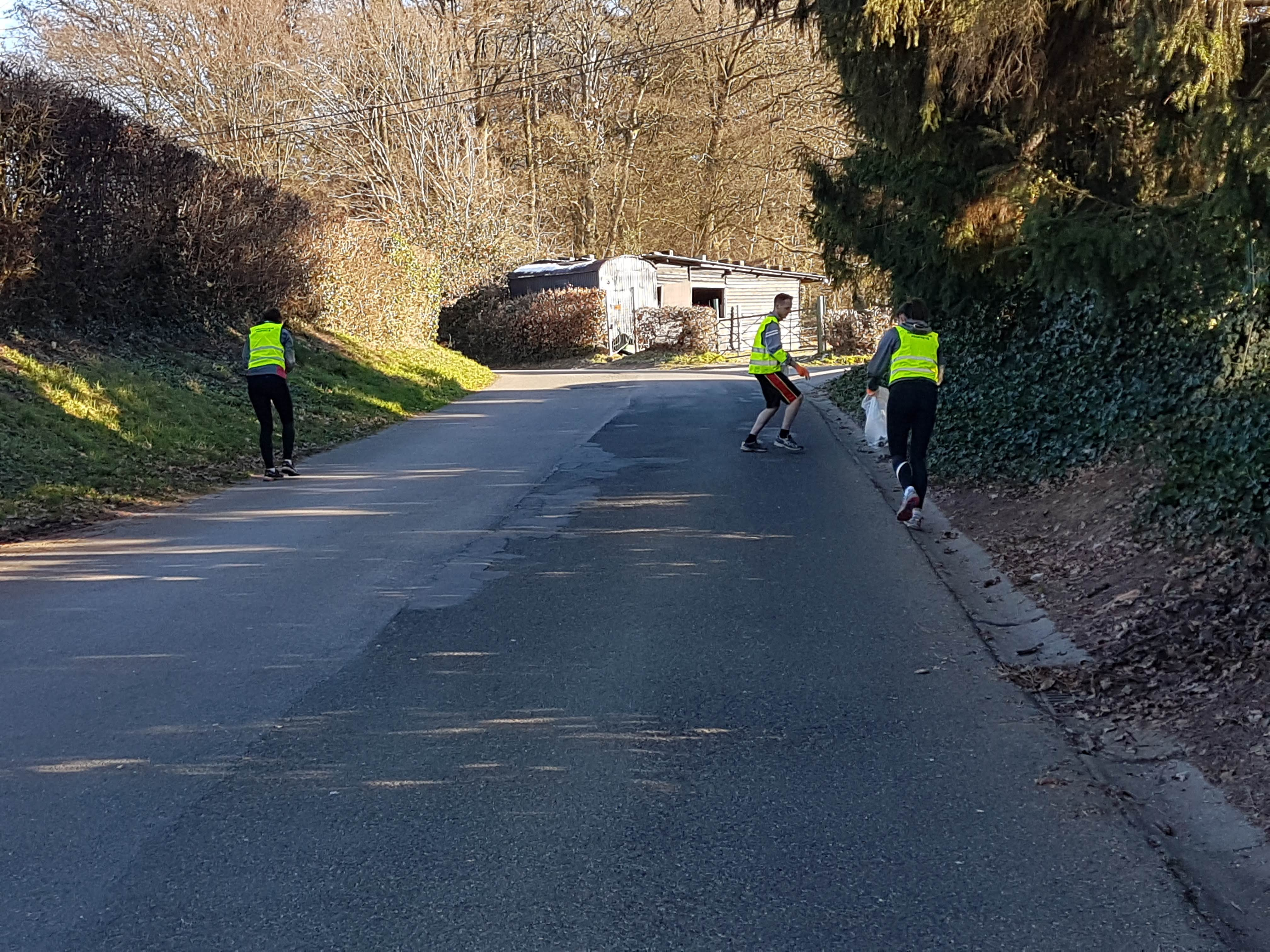
Verviers-Stembert. Ploggeurs, 20 janvier 2019

À Verviers, avec l’événement  Se remuer pour Verviers (et ses alentours), un premier plogging a été organisé le dimanche 20 janvier 2019, en collaboration avec le mouvement citoyen d’éducation à l’environnement Detritus Stop,. Celui-ci  propose tous les mois, dans le cadre de l’opération  « 1 heure pour ma ville », des ramassages de détritus  avec la participation de citoyens bénévoles volontaires, et le soutien logistique de la Région Wallonne et de la Ville de Verviers.
À Bruxelles, l'Asbl Team Volta pratique également du plogging à raison d'une fois par mois avec le soutien des communes pour la logistique. Cette activité est libre et gratuite.

### Togo
Un concept similaire appelé Ecojogging est développé au Togo en 2017 à l'initiative de Felix Tagba.